# Producto milagro

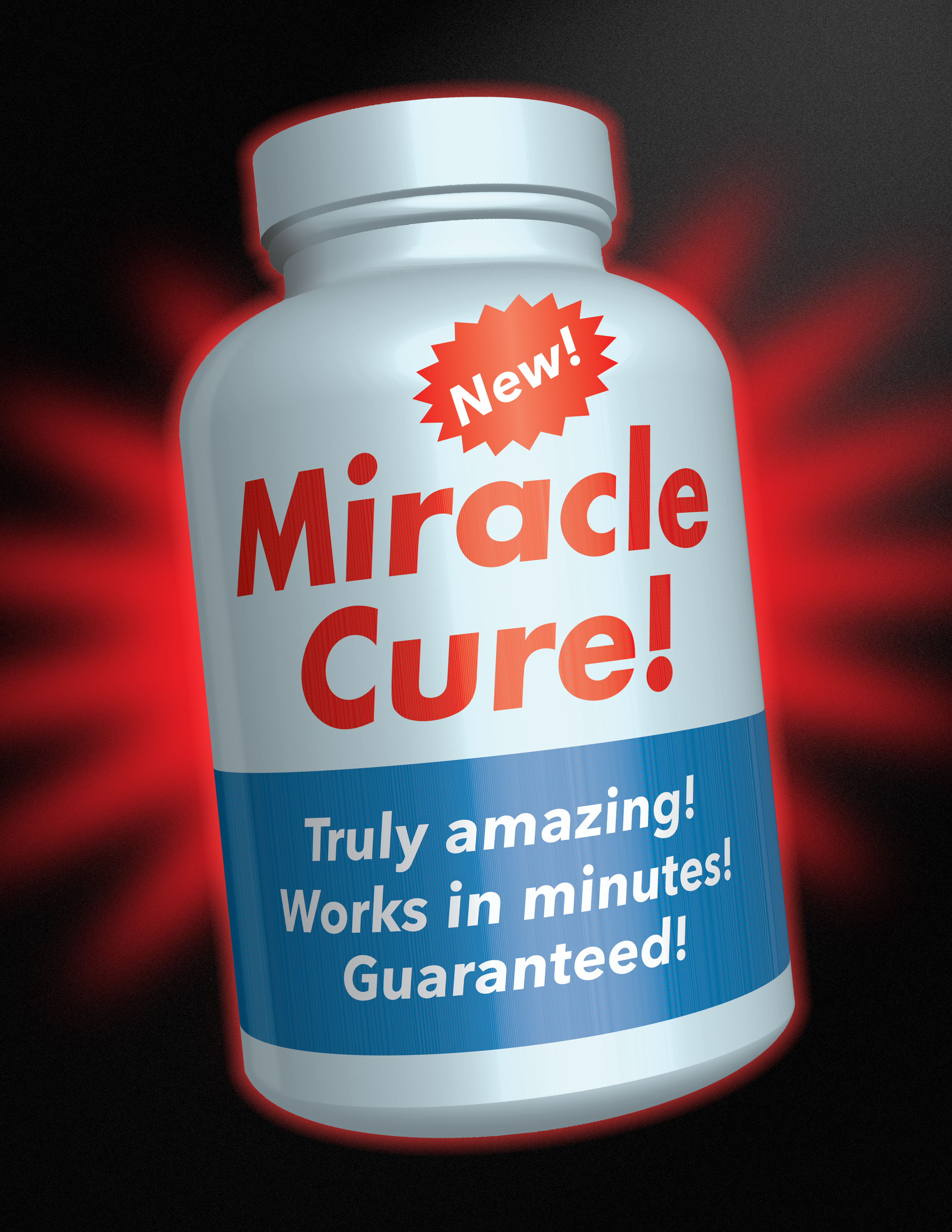
¡Nueva!
¡Cura milagrosa!
¡Verdaderamente increíble!
¡Funciona en minutos!
¡Garantizado!

Los productos milagro, también denominados «medicamentos milagro», son sustancias, actividades o servicios con aparente finalidad sanitaria, pero que realmente suponen un riesgo para la salud de los consumidores y usuarios.
En general son considerados como productos fraudulentos, ya que se venden y publicitan como medicamentos cuando legalmente no tienen dicho reconocimiento. Para sortear su falta de reconocimiento como fármacos, sus fabricantes alegan que son productos nutricionales con propiedades saludables para intentar venderlos como "productos alimenticios" o "complementos dietéticos", pero su etiquetado suele resultar engañoso o poco comprensible para el consumidor.
Internet es un medio que facilita el quackery y la promoción incontrolada de este tipo de productos. Los estados deben regular y controlar este tipo de propaganda. Las empresas, y en especial la industria farmacéutica, deben observar prácticas éticas de calidad de manera voluntaria, tanto en la fabricación de los medicamentos como en la publicidad de sus características, para proteger a los usuarios.

## Tipos de productos falsos

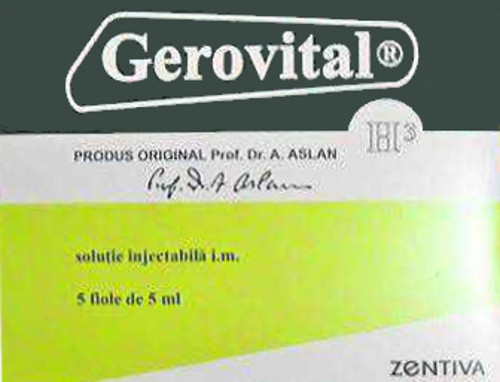
Gerovital

Existen productos milagro de diversos tipos; no obstante, los más populares debido a que suelen ser servicios de gran demanda tienden a ofrecer beneficios en:
- La pérdida de peso o contra la obesidad («adelgazantes», «quemagrasas», «liporreductores», «saciantes», «atrapagrasas»).[14]
- La celulitis («anticelulíticos», «lipoescultores»).
- El cuidado de la figura o el aspecto físico («antiedad», «antiarrugas», «rejuvenecedores»).
- Contra el dolor.
- Incremento de la potencia sexual.
- Afrodisíacos o estimulantes sexuales.
- Aumento del volumen de las mamas.
- Aumento de la longitud del pene.
- Incremento del cabello («anticaída»).
- Incremento de la memoria.
- Incremento de la inteligencia.
- Mejora de la visión.
- Incremento del apetito alimenticio, sobre todo para niños.
- Curar enfermedades graves o crónicas (cáncer, diabetes, enfermedades del corazón, artritis o el Alzheimer).

## Productos naturales

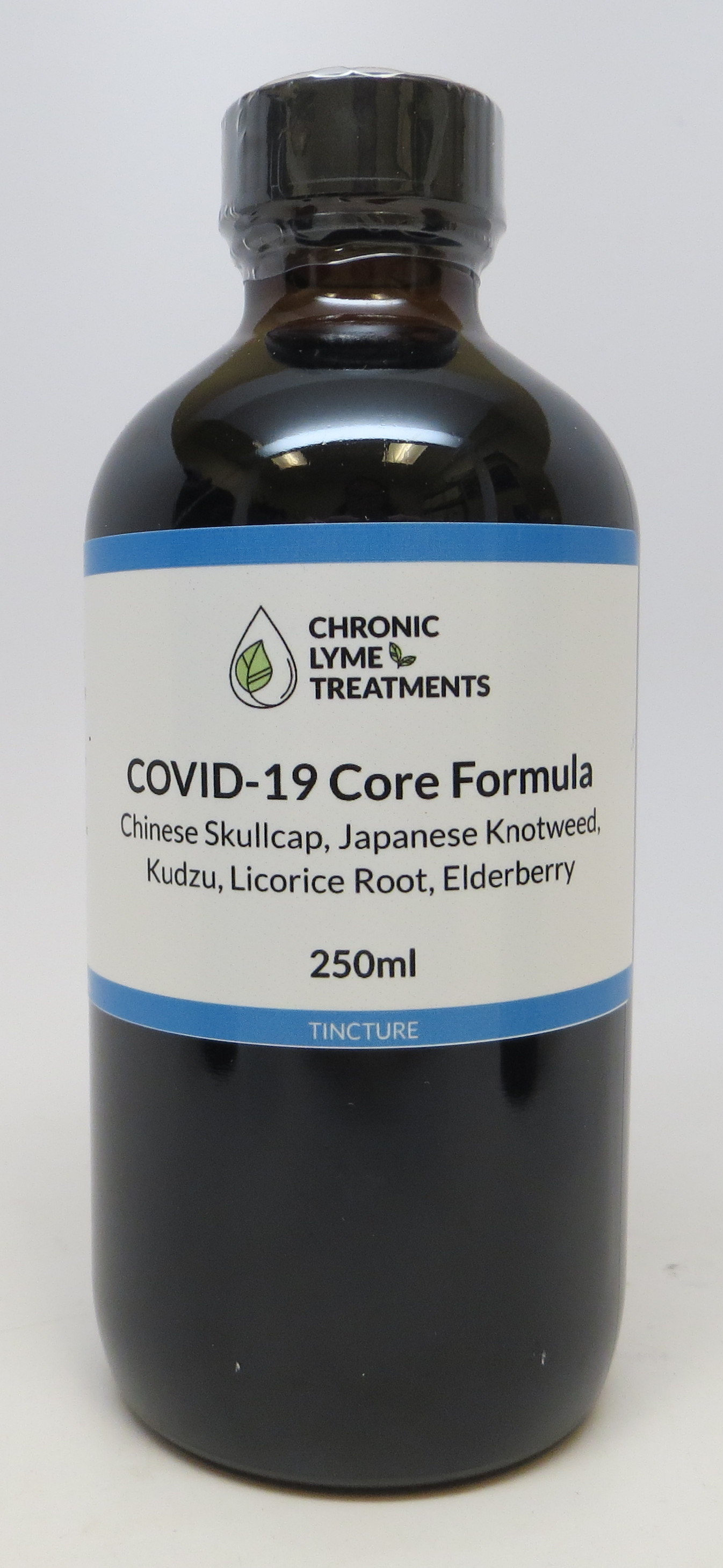
Tratamiento fraudulento contra el COVID-19

Existe la falsa percepción de que los productos a base de plantas son inocuos e incluso ventajosos por su supuesto carácter "natural", razonamiento poco compatible con el hecho de que su efecto terapéutico se atribuya a su contenido en principios activos dotados de actividad farmacológica.
El bulo de que lo "natural" es saludable, seguro, beneficioso o inocuo, simplemente no es cierto. El adjetivo "natural" acompaña hoy, con ligereza, a demasiados productos destinados a la alimentación, cosmética o en cualquiera de las numerosas vertientes de la salud en sentido amplio. La legislación española, ya desde hace unos años, prohíbe el uso de este término; lo hace literalmente de esta forma:
- Artículo 4. Prohibiciones y limitaciones de la publicidad con pretendida finalidad sanitaria:
- Salvo lo establecido en el artículo 3.1 de este Real Decreto, queda prohibida cualquier clase de publicidad o promoción directa o indirecta, masiva o individualizada de productos, materiales, sustancias, energías o métodos con pretendida finalidad sanitaria en los siguientes casos:
  - Punto 13: "Que utilicen el término «natural» como característica vinculada a pretendidos efectos preventivos o terapéuticos".

Por tanto, es razonable el escepticismo, cuando no la desconfianza y el rechazo, de todo producto que en su promoción o publicidad use la palabra "natural".

## Dietas milagro

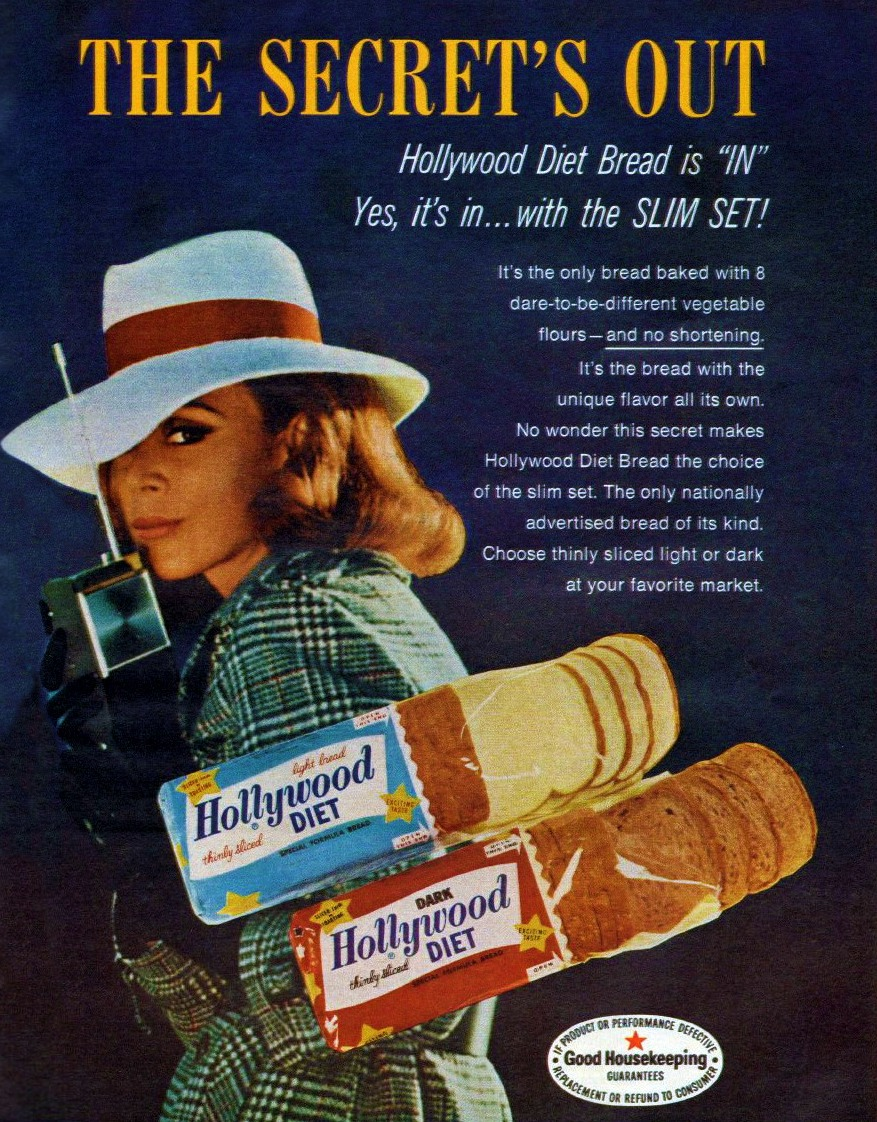
Pan dietético de Hollywood.

Las dietas milagro son aquellas que prometen perder peso de forma rápida, cómoda y sin esfuerzo, pero en cambio generan un efecto contrario en el largo plazo, que incluso pueden generar problemas de salud para sus consumidores. Mientras que la población incrementa su interés e implicación en los distintos aspectos de la propia salud, se ha hecho más vulnerable al acceder a información pseudocientífica en cantidad creciente y que es presentada utilizando elaborados y complejos procedimientos de marketing.
Son consideradas dietas ineficaces o peligrosas. Los signos que permiten reconocer una "dieta milagro" son, por ejemplo:
- La promesa de pérdida de peso rápida: "más de 5 kilogramos por mes".[26]
- La afirmación de que se puede llevar sin esfuerzo: "pastilla dietética mágica", "reduzca totalmente la grasa", o "sin dietas ni ejercicios".
- El anuncio de que son "completamente seguras", o "sin riesgos para la salud".[27]
- Prohíben el consumo de algún alimento o grupo de alimentos, catalogan los alimentos como "buenos" o "malos".
- Basan la bondad del producto en que es "natural". El uso de la cualidad de "natural" en la promoción de alimentos está prohibido por la normativa legal en España y la Unión Europea.[16][17] Hay que tener cuidado con el bulo de que lo "natural" es saludable, seguro, beneficioso o inocuo.
- Los tratamientos pueden llevarse a cabo sin la participación de profesionales.

En resumen, las dietas muy restrictivas y muy bajas en calorías, aunque consiguen que el peso disminuya a corto plazo, constituyen un riesgo inaceptable para la salud ya que pueden:
1. Provocar deficiencias de proteínas, vitaminas y minerales por la falta de consumo de ciertos alimentos.
2. Desencadenar trastornos del comportamiento alimentario (anorexia y bulimia), a veces de mayor gravedad que el exceso de peso que se pretendía corregir.
3. Producir efectos psicológicos negativos.
4. Favorecer el efecto rebote, es decir, la rápida recuperación posterior del peso perdido.
5. Al abandonar estas dietas, las personas que las siguen no han aprendido a comer saludablemente y vuelven a las costumbres que les hicieron engordar.[28][29]

## Pruebas genéticas de venta directa al consumidor

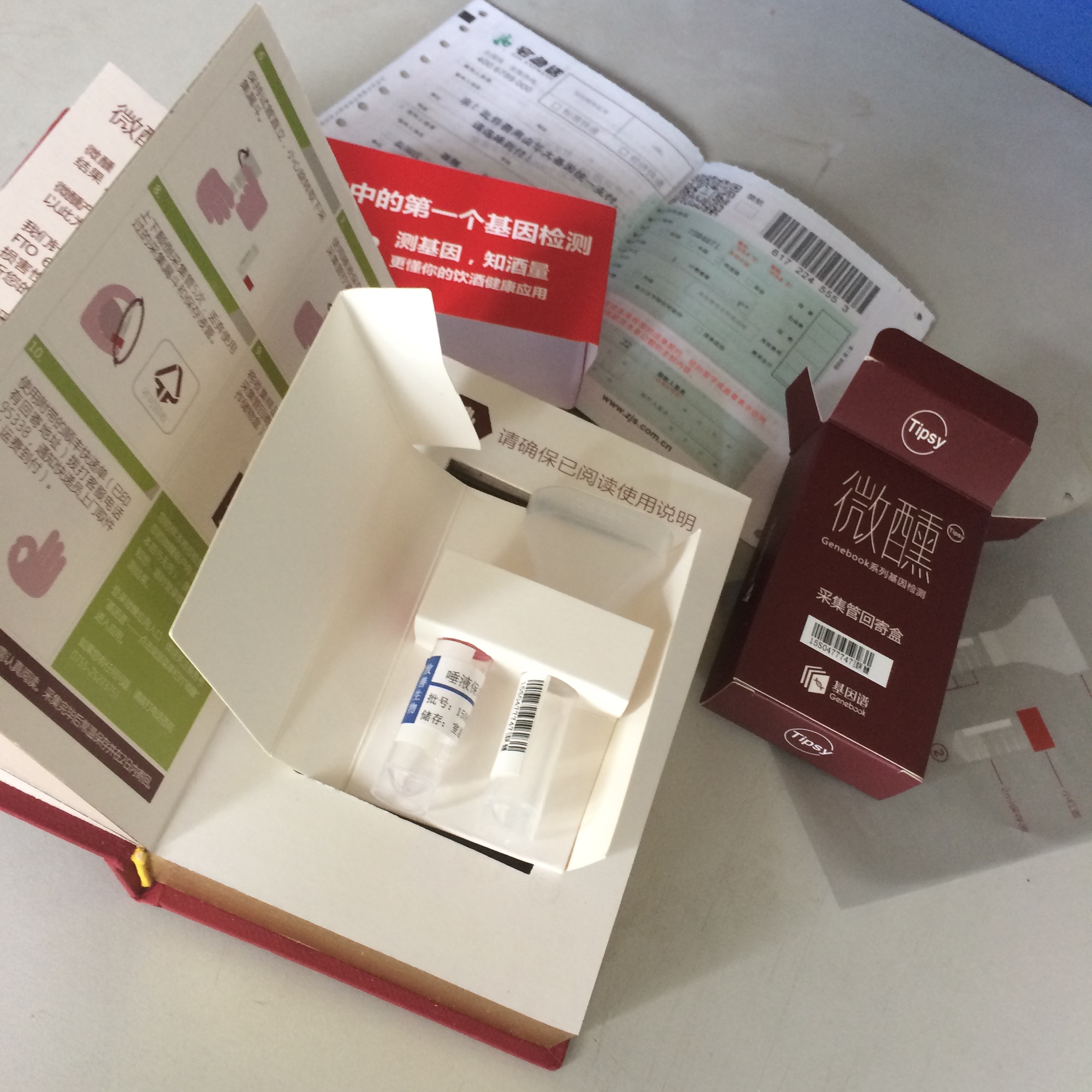
Test genéticos

Las pruebas genéticas sirven para diagnosticar la vulnerabilidad hacia determinadas enfermedades hereditarias basándose en la genética.
Actualmente algunas empresas privadas venden pruebas genéticas directamente a los consumidores (Direct-to-consumer genetic testing), sin control médico. Este tipo de comercio se publicita ofreciendo "servicios de genoma personal" o "perfiles de genes", y dicen aportar información sobre niveles de riesgo para problemas de salud específicos.
Estos exámenes presentan varios problemas sociales de tipo ético y jurídico, como son su dudosa calidad técnica, utilizar publicidad no controlada (con mensajes exagerados e inexactos sobre la conexión entre la información genética y el riesgo de enfermedades), la dudosa confidencialidad de la información aportada, y su malinterpretación potencial al no estudiarla un experto.

Además de otros problemas de índole científico:
- validez analítica (capacidad de la prueba para medir con precisión y fiabilidad el genotipo de interés) debido a los errores de manipulación de las muestras de ADN.
- validez clínica (capacidad de la prueba para detectar o predecir el trastorno asociado) ya que estudian enfermedades complejas supuestamente causadas por múltiples variantes genéticas, interacciones entre estas variantes, e interacciones entre variantes y factores ambientales.
- utilidad clínica de la prueba (valoración de sus riesgos y beneficios asociados para usarlo en la práctica clínica) al no existir tratamientos específicos para prevenir determinadas enfermedades o se recomiendan intervenciones generales (como el abandono del hábito de fumar, la pérdida de peso, el aumento de la actividad física y el control de la presión arterial) que son beneficiosas para muchas enfermedades, independientemente de la susceptibilidad genética de una persona a una enfermedad específica.

## Publicidad engañosa

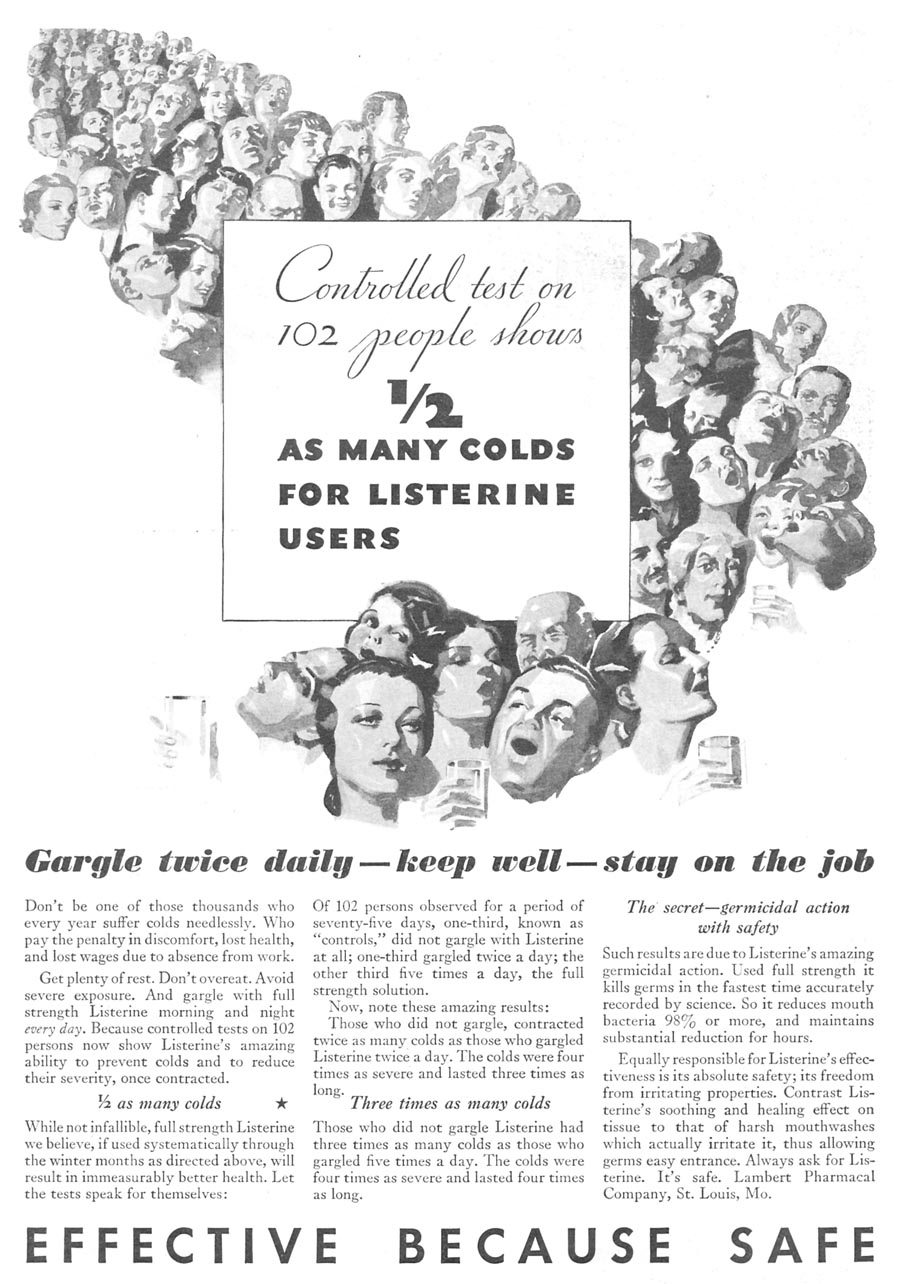
Publicidad engañosa de 1932. Hasta 1976, Listerine se comercializaba como remedio contra el resfriado y dolor de garganta.

La publicidad anuncia sustancias, materiales o métodos con pretendida ﬁnalidad sanitaria, desplegando agresivas campañas en diferentes medios de comunicación (televisión, radio, prensa, Internet). Se aprovechan de las necesidades del consumidor: la imagen como reclamo y elemento clave para alcanzar el éxito y la aceptación social.
La publicidad de estos productos utiliza un lenguaje calculadamente ambiguo, y ofrece datos confusos sustentando sus supuestas propiedades en "estudios científicos" realizados en universidades lejanas o desconocidas, avalados por supuestos médicos o científicos famosos, y haciendo referencia a estudios que no demuestran sus afirmaciones.
Características principales de la publicidad de este tipo de productos:
- Publirreportaje con apariencia de noticia científica (enseñan laboratorios, personas con batas e instrumental técnico, usan términos médicos, etc.).
- Un solo producto cura muchas enfermedades.
- Productos que curan rápidamente.
- Ofrecen dedicarle poco tiempo y "sin esfuerzo" para conseguir los resultados propuestos.
- Curación milagrosa con expresiones como "descubrimiento nuevo", "innovación científica" o "ingrediente secreto".
- Testimonios de "famosos" o de "médicos", afirmando las excelencias del producto.
- Testimonios de personas que declaran haberse curado consumiendo un determinado producto.
- Productos naturales, sin interacciones, ni efectos secundarios, ni contraindicaciones.
- Para demostrar sus aparentes beneficios, presentan imágenes de antes y después de usar el producto.
- Añaden regalos, que teóricamente igualan o superan el costo del producto.
- No identifican claramente el domicilio social de la empresa responsable, por lo que resulta muy difícil reclamar o denunciarles.